# Callobius nomeus
Callobius nomeus är en spindelart som först beskrevs av Chamberlin 1919.  Callobius nomeus ingår i släktet Callobius och familjen mörkerspindlar. Inga underarter finns listade.